# Дечак је ишао за сунцем
Дечак је ишао за сунцем је југословенски филм из 1982. године. Режирао га је Бранислав Бастаћ, а сценарио је писао Стеван Булајић.

## Улоге
| Глумац            | Улога   |
| ----------------- | ------- |
| Александар Јаблан | Салајко |
| Ђорђе Јелисић     |         |
| Вељко Мандић      |         |
| Воја Мирић        |         |
| Драгомир Чумић    |         |
| Љубомир Ћипранић  |         |
| Слободан Симић    |         |
| Зеф Дедивановић   |         |
| Тања Бошковић     |         |

Остале улоге  ▼
| Глумац         | Улога |
| -------------- | ----- |
| Филип Бусковић |       |
| Злата Раичевић |       |
| Иво Мартиновић |       |
| Драго Маловић  |       |
| Брано Вуковић  |       |
| Сунчица Тодић  |       |